# Fest-noz

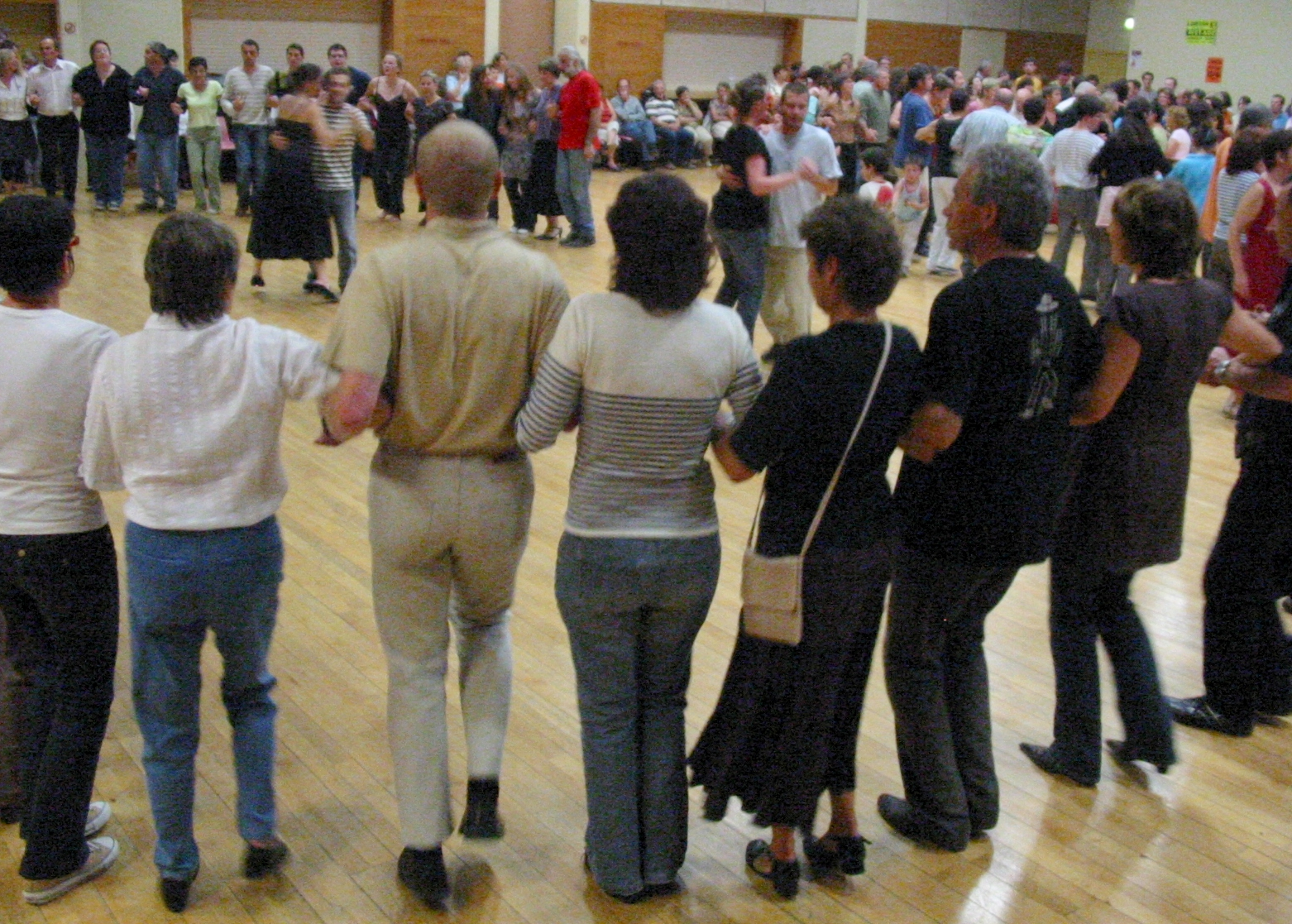
Fest-noz

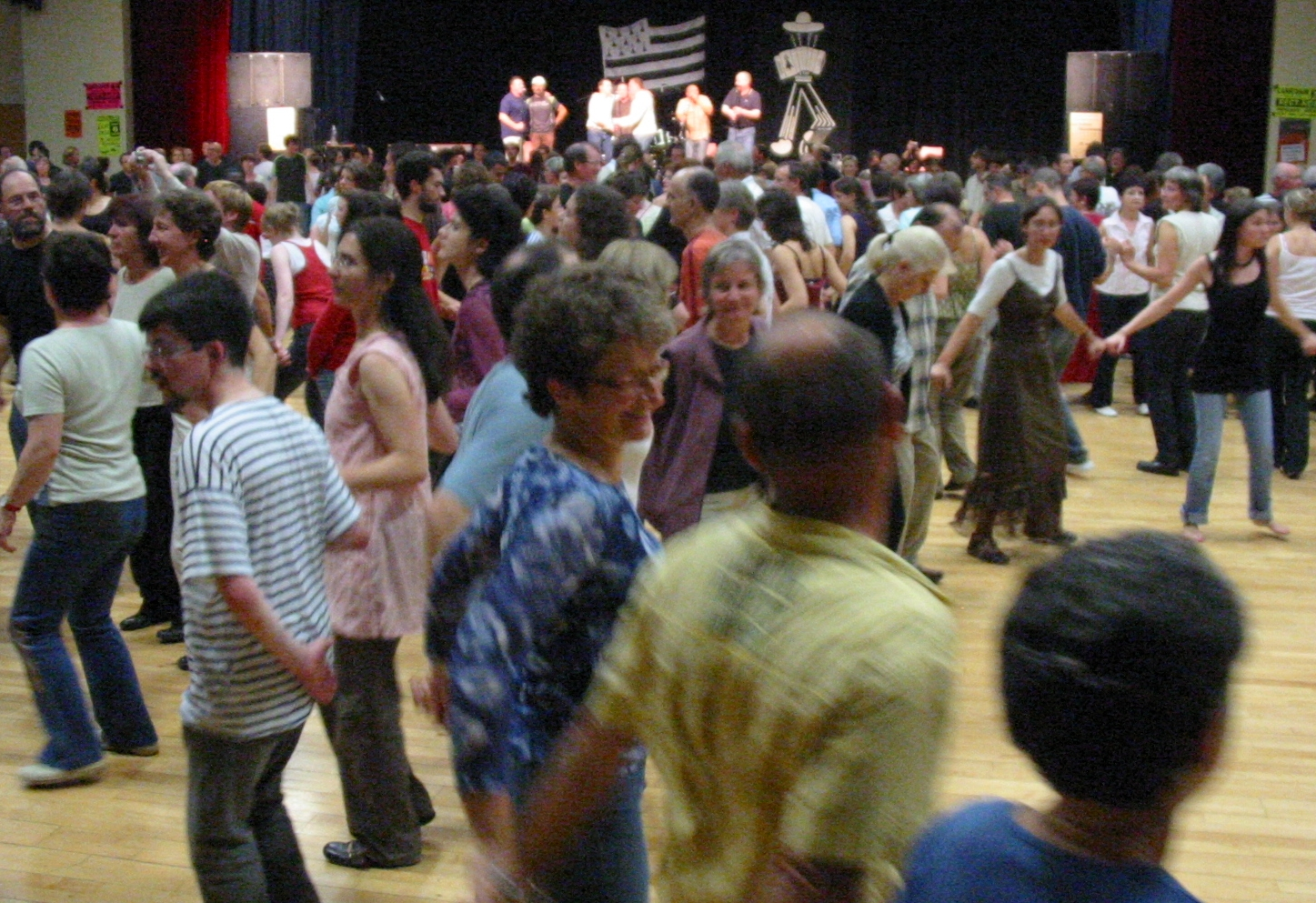
Fest-noz

Fest-noz (fest = bretonisch für „gesellige Zusammenkunft mit Spiel und Tanz“ / noz = bretonisch für „Nacht“; Plural Festoù-Noz) ist der Name für volkstümliche Tanzveranstaltungen mit Tänzen aus der Bretagne, welche meist abends oder nachts stattfinden. Der Begriff wurde von Loeiz Ropars geprägt. Für Tanzveranstaltungen am Tage hat sich die Bezeichnung Fest-deiz etabliert, wobei deiz der bretonische Begriff für Tag ist.
Das Fest-noz ist seit Dezember 2012 auf der Repräsentativen Liste des immateriellen Kulturerbes der Menschheit der UNESCO geführt.

## Geschichte
Eine Zusammenkunft „fest-noz“ existierte nur in der bäuerlichen Tradition der Region Haute-Cornouaille (Carhaix, Huelgoat, Châteauneuf-du-Faou, Pleyben), welche sich in ihrer Art von den heutigen Tanztreffen unterschied (im Bretonischen heißt Fest ursprünglich „gouel“). Das bretonische „fest“ meint „Zusammenkunft, Gemeinschaft, Verbundenheit, Spaß“: Die Freude, zusammen zu sein nach gemeinsamer Arbeit (manchmal noch auf dem Hof selbst), auch zu einer Hochzeit, beim Singen, beim Tanzen und Wettspielen. Die Begleitung zum Tanz war das gemeinsame Singen (bzw. zwei Sänger im Kreis der Tänzer im Wechselgesang) ohne Instrumente. Diese „Zusammenkunft“ in der alten Tradition war noch bis Ende der 1920er Jahre lebendig, in Maël Carhaix, Rostrenen sogar bis 1935, Ende der 30er dann verschwunden. Im 2. Weltkrieg wurden öffentliche Tanzveranstaltungen durch die Besatzer verboten, wodurch heimliche Bälle in den Dörfern veranstaltet wurden. In Ermangelung von Musikern wurde die Gesangstradition Kan ha diskan wieder aufgenommen.
Die technische Weiterentwicklung der Landwirtschaft reduzierte das gemeinschaftliche Tanzen deutlich und es wurden die Tänze nur noch zu gesellschaftlichen Ereignissen, wie Hochzeiten aufgeführt. Das „fest“ war fast nur noch eine Erinnerung, jedoch lebendig bei P. Huiban, R. Le Béon und Ropars selbst, welche als junge Animateure die bretonische Kultur ihrer Region wiederbeleben wollten und ihr in verschiedenen Aktionen Geltung verschafften. Am 30. Oktober 1955 fand das erste Mal ein Tanztreffen im „neuen Stil“ unter dem Titel „fest-noz“ statt. Seit 1957 (im Rahmen des Festival de Cornouaille) hat sich der Titel „fest-noz“ für das bretonische Tanz-Revival durchgesetzt. Ein fest-noz findet auch beim Festival Interceltique in Lorient statt. Loeiz Ropars stammt aus Poullaouen (Bretagne) und beeinflusst durch seine Arbeit maßgeblich das Revival der bretonischen Tänze und Sprache.
Im deutschsprachigen Raum ist die Bezeichnung Bal Folk verbreitet und umfasst deutlich mehr Tänze. Nur wenn der Schwerpunkt auf bretonische Tänze liegt, wird ein Fest-noz (Fest-deiz am Tage) angekündigt.

## Die Tänze
Die Besonderheit der bretonischen Tanzkultur im Vergleich zum restlichen Westeuropa und speziell auch zu anderen keltischen Gebieten (Schottland, Irland, Wales) ist die Vielfalt an Ketten- und Kreistänzen: Tänze dieses Typs sind ansonsten in Westeuropa, anders als etwa in Südosteuropa, sehr selten (geworden).
Auf den Festoù-Noz können diese Tänze von bis zu über tausend Teilnehmern getanzt werden, was eine besondere Dynamik entwickeln kann, da zudem die bretonischen Tänze keine Betonung auf Tanzfiguren (wie die Contra-Tänze), sondern auf Schrittkombinationen haben, welche rhythmisiert sind. Je mehr Tänzer, desto erlebensreicher ist dieser rhythmische Akzent. Die Reihenform (also Tanznachbarn dicht an dicht) unterstützt dies.
Je nach Region und Musikgruppe wird eine Auswahl des bretonischen Tanzrepertoires getanzt.
Einige bekannte bretonische Tänze heißen:
- An-dro
- Hanter-dro
- Dañs Plin
- diverse Gavotten (wie Dañs Fisel, Gavotte de Montagne und Kost ar c'hoat)
- Suite de Loudéac
- Rond de St-Vincent
- La Ridée 6-temps / Laridé 8-temps
- Maraîchine

Pure Paartänze, wie Walzer, Mazurka, Polka oder Schottische werden beim Fest-Noz weniger bis gar nicht getanzt. Paartänze sind manchmal Bestandteil von Suiten, in denen mindestens zwei separate Teile zu einem gemeinsamen Tanz kombiniert werden. In solchen Suiten kann der 2. Teil (Ballteil) als Paartanz ausgeführt werden.
Eigene Paartänze entstanden in der Bretagne vermutlich aufgrund der europaweiten Verbreitung der Paartänze, wie Walzer oder Mazurka. Kettentänze entwickelten sich dann zu Paartänze, wie dem Kas a-barh.

## Die Musik
Die Musik, die beim Fest-Noz zu hören ist, teilt sich in zwei Typen auf:
VokalTanzmelodien werden dabei in der Form eines Wechselgesangs (Kan ha diskan nach Art des Call & response) gesungen, bei der sich entweder ein Sängerpaar (oder ein Vorsänger mit der Gruppe) beim Gesang abwechseln. Die Texte können in bretonischer oder französischer Sprache sein. Da der Kan ha diskan bis zum Beginn des 20. Jahrhunderts hauptsächlich im Zentrum der westlichen Bretagne gepflegt wurde, einer Region, in der die bretonische Sprache am stärksten bewahrt wurde, sind viele Texte in bretonisch. Der Gesang ist heute auch tanzbegleitend in französischer Sprache zu erleben.
InstrumentalDie traditionelle Instrumentierung in einigen Regionen ist ein Duo aus der bretonischen Schalmei (Bombarde) und dem bretonischen Dudelsack Binioù Kozh („alter Dudelsack“ = Dudelsack nach alter Art). Beide Instrumente haben die Eigenschaft sehr laut und durchdringend zu sein und können daher auch ohne elektrische Verstärkung zur Beschallung im Freien und zu mittelgroßen Tanzgesellschaften gut eingesetzt werden. Beide Instrumente spielen die meist traditionell überlieferten Titel auch im Stil des Kan ha diskan, wobei die Bombarde den Part des Vorsängers einnimmt.
Eine andere Möglichkeit ist die Kombination von Violine und Akkordeon, welche in wieder anderen Regionen während des 19. Jahrhunderts gepflegt wurde.
Das Wechselspiel zwischen den Sängern bzw. Instrumenten ist ein charakteristisches Merkmal, welches zur Dynamik der Stücke beiträgt und auch den Musikern regelmäßige kurze Erholungspausen (gerade beim Spiel der Bombarde) ermöglicht.

## Entwicklung
Seit dem Folk-Revival der 1970er Jahre haben die Festoù-Noz überall in und außerhalb der Bretagne Zulauf. An Festivals, wie vor einigen Jahren in dem bretonischen Dorf Kerlouan (Nordküste), beteiligen sich alljährlich tausende Tanzbegeisterte.
Die Fest-Noz-Musik wurde in dieser Zeit weiterentwickelt. Nicht nur Einflüsse von Rock-, Jazz- und Popmusik wurden aufgenommen, sondern auch weltmusikalische Einflüsse aus dem arabischen Raum, dem Balkan, Afrika und Südamerika haben sich in der Fest-Noz-Musik eingegliedert. In den letzten Jahren kamen auch Einflüsse aus dem Techno, dem Heavy Metal und auch aus dem Rap hinzu.
Auch in Deutschland gibt es die Möglichkeit, bretonisch zu tanzen (z. B. in Folkclubs) und zu den Konzerten einiger deutscher Livebands wie An Erminig.
Zu den bekannten Namen der Fest-Noz-Musik gehören Skolvan, Carré Manchot, Karma, Bleizi Ruz, Kornog, Ar Re Yaouank, Hamon-Martin Quintett, Sonerien Du, Plantec, Fleuves und Loened Fall.